# Camellia fraterna
Camellia fraterna är en tvåhjärtbladig växtart som beskrevs av Henry Fletcher Hance. Camellia fraterna ingår i släktet Camellia och familjen Theaceae. Inga underarter finns listade i Catalogue of Life.